# Corvey

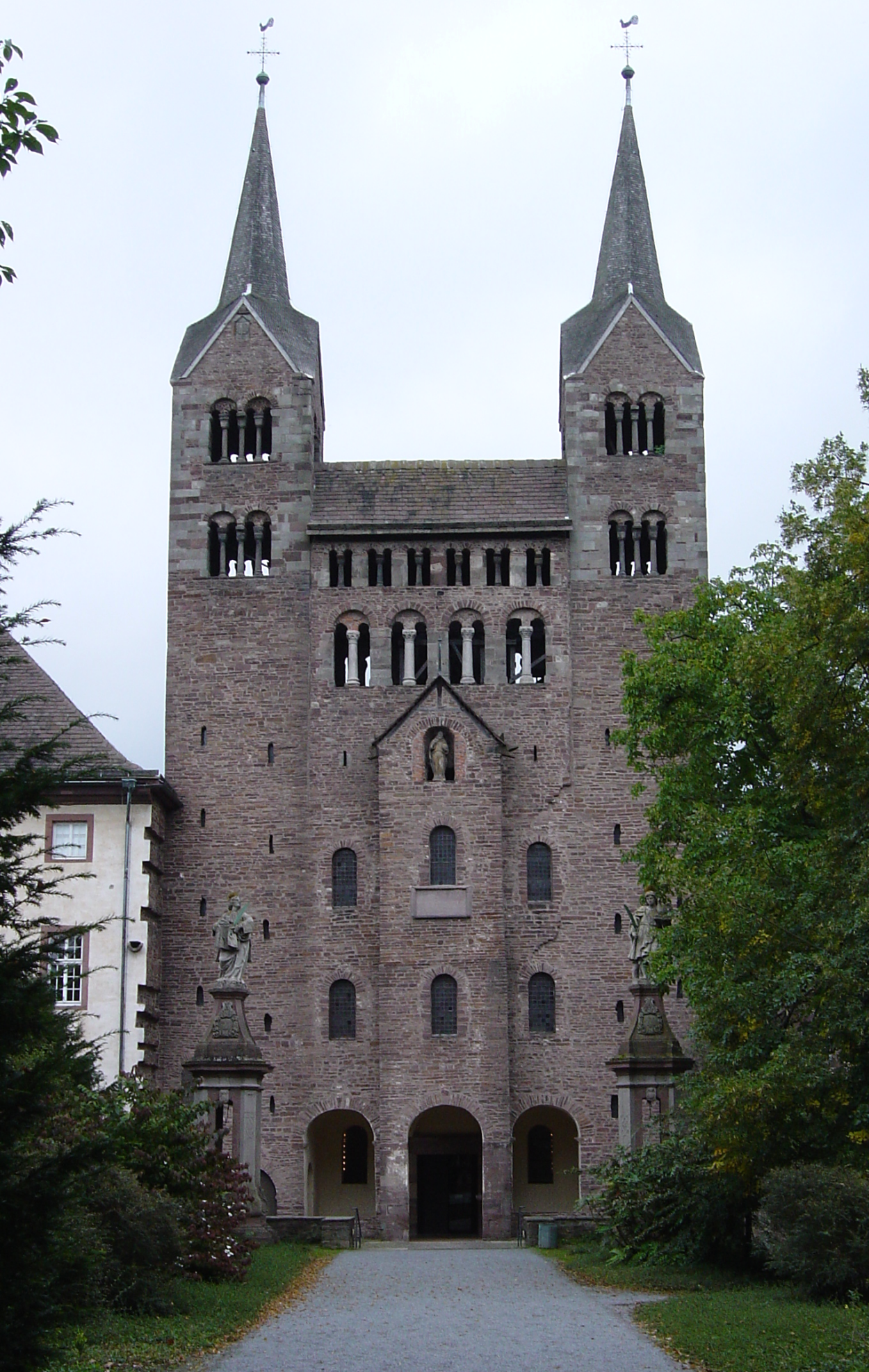
Klosterkyrkans västverk.

Corvey är Nordrhein-Westfalens äldsta kloster, grundat 822 vid Höxter nära floden Weser. Då hade benediktinmunkar från klostret Corbie i Frankrike kommit till den plats som fick namnet Corvey efter Corbie, som var dess moderkloster. Klostret i Corvey grundades av Ludvig den fromme, som ett led i dennes expansionsplaner. I Corbie var Ansgar munk. Han blev 822 lärare i Corvey. Därifrån gjorde han 826 en missionsresa till Hedeby i Danmark, som utsänd av Ludvig den fromme. 829–830 var Ansgar missionär i svearnas Birka, där han grundade en kristen församling.

## Beskrivning av klostret
Klostret är ett exceptionellt exempel på karolingisk arkitektur, det äldsta bevarade exemplet på ett västverk och den äldsta medeltida byggnaden i Nordrhein-Westfalen. Klostrets ursprungliga arkitektur, med dess välvda sal och gallerier som omger huvudrummet, påverkade kraftigt senare västerländsk romansk och gotisk arkitektur. Insidan av västverket innehåller de enda kända väggmålningarna av antik mytologi med kristen tolkning under karolingisk tid. Under trettioåriga kriget förstördes mycket av klostret. Det byggdes till stor del om under barocken.
År 2014 blev Corvey utvalt att komma med på UNESCO:s världsarvslista.